# Композиція В
Composition B (укр. композиція B, скор. «Comp B») — вибухова речовина, що складається з порошку гексогену (RDX) в розплаві тринітротолуолу (TNT). Використовується в артилерії для спорядження снарядів, гранат, ракет, мін та інших боєприпасів. Використовувалась також, в якості «швидкої вибухівки» у перших атомних бомбах США.

## Склад
Базовий склад композиції B(ваговий) — 59.5% гексогену (швидкість детонації 8,750  м/с) та 39.5% тринітротолуолу (швидкість детонації  6,900 м/с), флегматизований 1% парафіну. Найчастіше він описується як 60/40 RDX/TNT з додаванням 1% воску.

## Характеристики
- Щільність: 1,65 г/см³
- Швидкість детонації: 8,050 м/с

## Використання
Композиція B була надзвичайно поширена серед західних країн з початку Другої світової війни до початку 1950-х років. На даний момент замінена більш пожежобезпечним BB. Деякі, схвалені НАТО постачальники боєприпасів,такі як Mecar, ще досі користуються копозицією B у своїх продуктах.
Терміном "Composition B" називають також циклотол, в якому вміст RDX вище (до 75%).
IMX-101 повільно замінює композицію B в артилерійських снарядах американської армії, а IMX-104  — у мінометних снарядах і ручних гранатах.

## Галерея

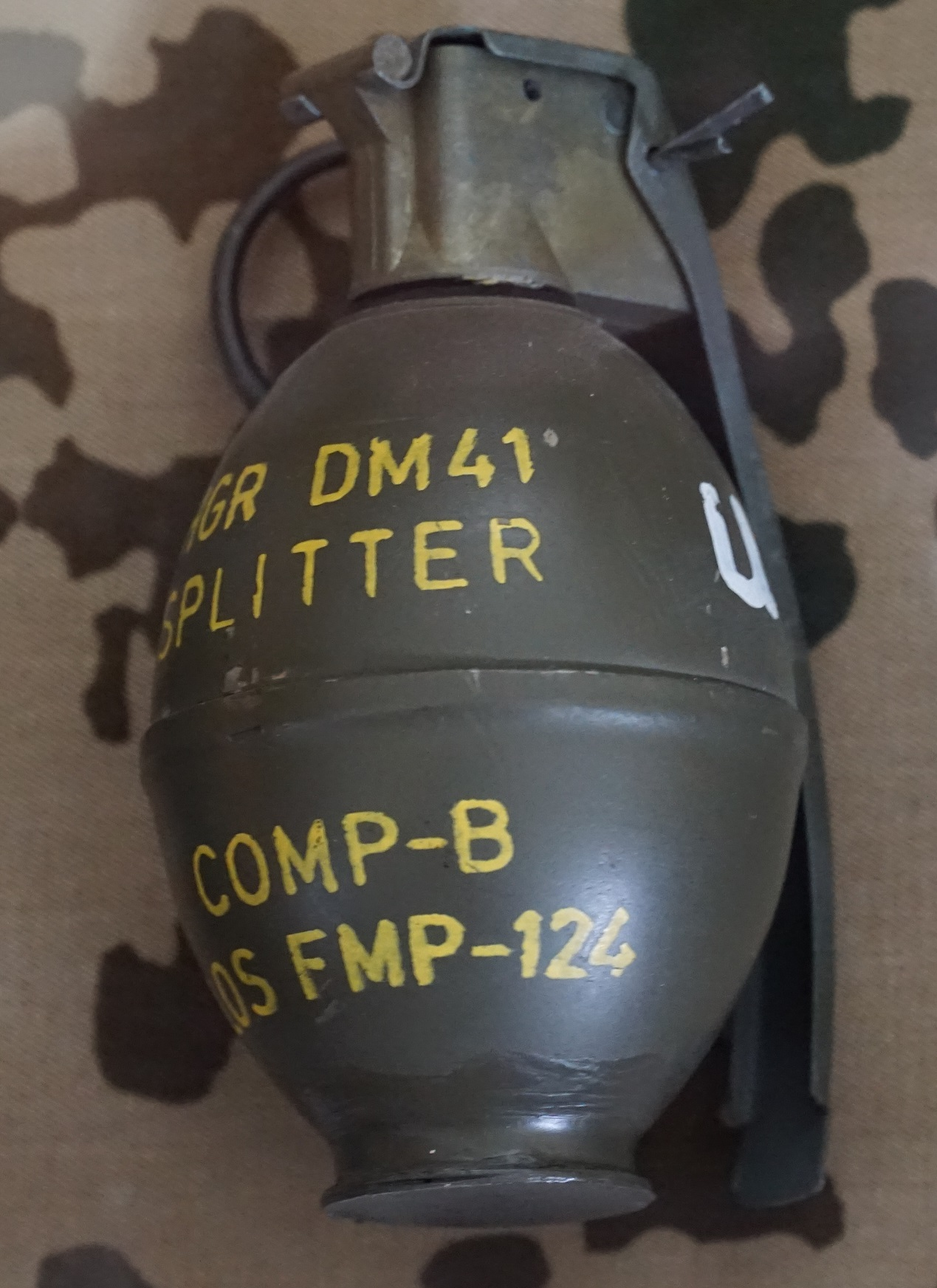
Німецька Ручна граната DM41 з маркуванням, що вказує на використання композиції B.
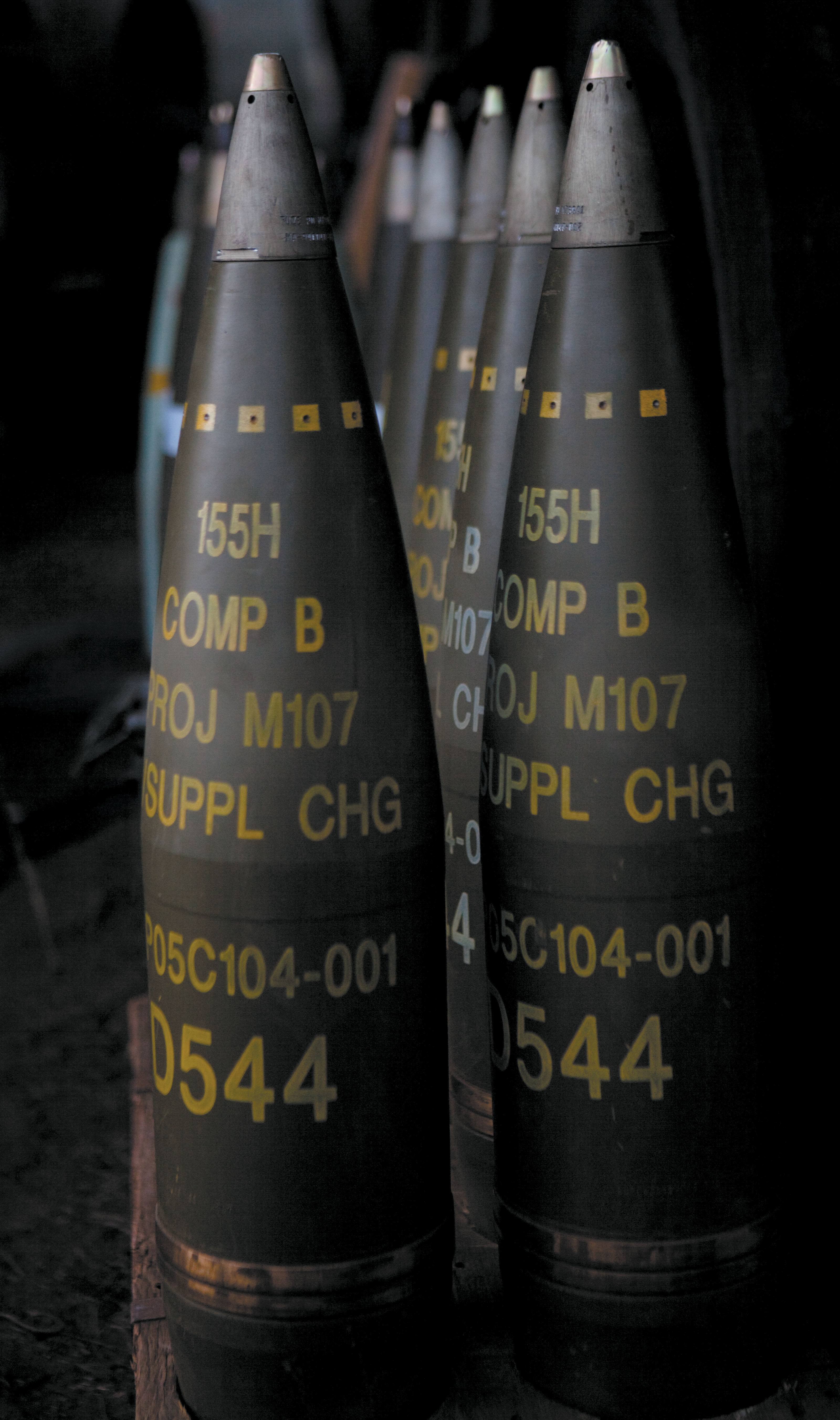
Снаряди М107. Усі мають позначки, що вказують на використання "Comp B" і мають запобіжники.